# حمام عرش
حمام عرش مربوط به دوره قاجار است و در محلات، خیابان شهید محلاتی، کوچه عرش واقع شده و این اثر در تاریخ ۲۶ اسفند ۱۳۸۷ با شمارهٔ ثبت ۲۶۱۲۴ به‌عنوان یکی از آثار ملی ایران به ثبت رسیده است.